# Karin Vyncke
Karin Vyncke, (1960) is een Belgische danseres, choreografe en beeldend kunstenaar.

## Biografie
Karin Vyncke werkte vanaf 1979 bij het Bremer Tanztheater in Bremen met Reinhild Hoffmann en Gerhard Bohner. Ze volgde lessen bij Louis Falco in New York.
In 1981 werd ze aangenomen bij het gezelschap van Maguy Marin en werkt vanaf 1985 bij het Centre National de Danse Contemporaine in Angers. In 1987 richtte ze het dansgezelschap Aquilin op. 
In 1988 richtte ze haar eigen dansgezelschap op in Frankrijk, Compagnie Karin Vyncke. 
In 1992 keerde ze terug naar Brussel en hernoemde haar dansgezelschap Aquilon asbl Company Karin Vyncke. Het gezelschap verhuisde naar de Pianofabriek. Tussen 1988 en 2008 creëerde ze 16 eigen creaties. Hoofdthema's draaien vaak om macht en onmacht. 
Ze werkt regelmatig samen met andere performancegezelschappen (theater en circus). Zo danste ze in 2023 mee in What Remains van Belgische choreografe Zoë Demoustier in een productie van Ultima Vez.
Naast haar choreografische creaties geeft ze les en werkt ze aan aan projecten met een sociale insteek. Zo ontstaat er een meer divers, multidisciplinair werk, waarin plastische werken en installaties worden gemengd.

## Eigen werk

#### Short Dances[3][8]
- Beauty Free, 1996, performance in de kelders van Kunstencentrum VIERNULVIER in Gent
- Palimpsest, 1998, performance in een installatie van beeldhouwer Yoris van den Houtte
- Upside Down, 1998, met plastisch kunstenaar Jean de la Fontaine
- Sugar/Baby/Love, 1999, Bains Connective in Brussel
- La Bourgeoisie Ensanglantée, 2000, metrohalte De Brouckère in Brussel
- Shot Dance, 2000, Fort Napoleon, Oostende
- Zij aan Zij/Moeder & zoon, 2005, Brussel
- Salon-Lavoir, 2007, in een wassalon in Brussel
- BELGIëQUE, 2007, De Pianofabriek
- Tapis-caddies, 2008, in de straten van Schaarbeek
- Metrowerken! - Travometro!, 2009

#### Choreografisch werk[3][8][9]
- Sous les vêtements blancs, 1987
- Mé-zon, 1989
- Kreuset, 1990
- Vous avez appris que je tombais, 1991
- All Shall Be Well, 1992
- Winternacht, 1993
- Could Can Be, 1994
- Nerf, Febr. '9*, 1995
- Vlasnaald, 1996
- Tar, 1998
- And Yet Not Without Wandering About, 2000
- Vlug stuk, 2003
- Bungalow, 2006
- Sus Scrofa, 2007
- Women, 2011
- Nature morte ou Naturellement mort, 2019

## Filmografie[3][8]
- Glue, 1985
- Next, 1986
- Sous les vêtements blancs: fragment, 1988
- Lena's verhaal, 1993
- Winternacht, 1993
- All Shall Be Well, 1994
- Tristitia, 1994[10] met muziek van Jan Kuijken (bekroond met de Grand Prix International de Video de Danse)[11]
- Lena's verhaal, 1995
- Nerf, febr. '9*, 1996
- Vlug stuck, met Axel Claes, 2005
- Kronik Spoutnik, avec Axel Claes, 2005
- En visite chez les pompiers-plongeurs, 2005[12]
- Ludovic, 2005
- Home, 2020[13]

## Tentoonstellingen
- video-installatie met Anne-Laure Misme,  2016, Carte de visite, Brussel [14]
- Overdekt, 2021-2022, GC Ten Weyngaert, Brussel[6]